# Kunatita
La kunatita és un mineral de la classe dels fosfats, que pertany al grup de l'arthurita. Rep el nom del districte rural de Kunat al voltant de la ciutat del llac Boga. De les paraules autòctones australianes kunat kunat, que signifiquen "cotoner", planta que creix a la zona.

## Característiques
La kunatita és un fosfat de fórmula química CuFe³⁺₂(PO₄)₂(OH)₂(H₂O)₄. Va ser aprovada com a espècie vàlida per l'Associació Mineralògica Internacional l'any 2008. Cristal·litza en el sistema monoclínic.
Segons la classificació de Nickel-Strunz, la kunatita pertany a «08.DC: Fosfats, etc, només amb cations de mida mitjana, (OH, etc.):RO₄ = 1:1 i < 2:1» juntament amb els següents minerals: nissonita, eucroïta, legrandita, strashimirita, arthurita, earlshannonita, ojuelaïta, whitmoreïta, cobaltarthurita, bendadaïta, kleemanita, bermanita, coralloïta, kovdorskita, ferristrunzita, ferrostrunzita, metavauxita, metavivianita, strunzita, beraunita, gordonita, laueïta, mangangordonita, paravauxita, pseudolaueïta, sigloïta, stewartita, ushkovita, ferrolaueïta, kastningita, maghrebita, nordgauïta, tinticita, vauxita, vantasselita, cacoxenita, gormanita, souzalita, kingita, wavel·lita, allanpringita, kribergita, mapimita, ogdensburgita, nevadaïta i cloncurryita.

## Formació i jaciments
Aquesta espècie va ser descrita a partir d'exemplars recollits en dos indrets diferents: la pedrera de granit del llac Boga, a Victòria (Austràlia), i a la localitat de Krásno, a Horní Slavkov (Regió de Karlovy Vary, República Txeca). Aquests dos indrets són els únics de tot el planeta on ha estat descrita aquesta espècie mineral.